# Qinggangji
Qinggangji (kinesiska: 青岗集乡, 青岗集) är en socken i Kina. Den ligger i provinsen Shandong, i den östra delen av landet, omkring 230 kilometer sydväst om provinshuvudstaden Jinan.
Genomsnittlig årsnederbörd är 778 millimeter. Den regnigaste månaden är juli, med i genomsnitt 192 mm nederbörd, och den torraste är januari, med 6 mm nederbörd.